# 2021 par pays en Amérique

## Continent américain
- 13 juin au 10 juillet : 47e édition de la Copa América.
- 10 juillet au 1er août : Gold Cup 2021 (football) aux États-Unis.

## Petites Antilles
- 26 juillet : élections législatives, le chef de l'opposition Philip Pierre remporte les élections législatives et devient Premier ministre.
- 20 octobre : élection présidentielle à la Barbade.
- 30 novembre : la Barbade devient une république en remplacement de la monarchie constitutionnelle.

## Argentine
- 14 novembre : élections législatives.

## Bahamas
- 16 septembre : élections législatives.

## Bolivie
- 7 mars : élections régionales.

## Canada
- 26 juillet : Mary Simon est officiellement assermentée en tant que 30e gouverneure générale du Canada. Elle est la première personne autochtone à occuper ce poste.
- 20 septembre : Élections fédérales canadiennes de 2021, le Parti libéral du Premier ministre Justin Trudeau remporte les élections fédérales mais échoue à obtenir une majorité.

## Chili
- 15 et 16 mai : élections constituantes, élections gouvernorales et élections municipales.
- 21 novembre : élections parlementaires, élection présidentielle et élections régionales.
- 19 décembre : second tour de l'élection présidentielle, Gabriel Boric est élu.

## Colombie
- 28 avril : début des manifestations contre un projet de réforme fiscale du gouvernement du président Iván Duque, qui amène au retrait du projet mais dont la répression par la police provoque plusieurs dizaines de morts et plusieurs centaines de blessés.
- 29 mai : Le président Iván Duque Márquez déploie des forces militaires à Cali après la mort d'au moins trois personnes lors des manifestations[1].

## Cuba
- 6 février : Le Conseil des ministres cubain approuve une mesure autorisant l'activité privée dans la plupart des secteurs.
- 19 avril : Miguel Díaz-Canel est élu premier secrétaire du Parti communiste de Cuba.
- 11 juillet : une série de manifestations, contre le parti communiste cubain au pouvoir et son premier secrétaire, Miguel Díaz-Canel a lieu en masse dans le pays et en Floride aux États-Unis.

## République dominicaine
- 28 février : la République dominicaine annonce qu'elle va cette année entamer la construction d'une clôture le long de ses 376 kilomètres de frontière avec Haïti afin de freiner l'immigration illégale et le commerce illicite avec ce pays, a déclaré le président dominicain, Luis Abinader[2].

## Groenland
- 6 avril : élections législatives.

## Haïti
- 7 juillet : le président haïtien, Jovenel Moïse, est assassiné dans sa résidence de Pétion-Ville.
- 20 juillet : Ariel Henry devient Premier ministre.
- 14 août : un séisme de magnitude 7,2 survient en Haïti et cause la mort de 227 personnes.
- 14 décembre : explosion d'un camion-citerne à Cap-Haïtien.

## Honduras
- 28 novembre : élections générales et élections municipales.

## Nicaragua
- 7 novembre : élections générales.

## Salvador
- 28 février : élections législatives.

## Trinité-et-Tobago
- 25 janvier : élections régionales de janvier à Tobago.
- 6 décembre : élections régionales de décembre 2021 à Tobago.

## Venezuela
- 24 février : Le gouvernement de Nicolás Maduro déclare l'ambassadeur de l'Union européenne au Venezuela persona non grata et lui donne 72 heures pour quitter le pays à la suite de nouvelles sanctions de l'UE contre 19 responsables vénézuéliens.
- 21 novembre : élections régionales et élections municipales.